# Родченко, Октябрина Павловна
Октябрина Павловна Родченко (1928—2017) — советский и российский учёный, доктор биологических наук, профессор, главный научный сотрудник Научно-исследовательского института биологии при Иркутском государственном университете.

## Биография
Родилась 2 октября 1928 года в с. Верхний Теленгуй Шилкинского района Читинской области.
Окончила Иркутский государственный университет (1951) и аспирантуру Восточно-Сибирского филиала АН СССР (1954).
- 1961—1964 — учёный секретарь Восточно-Сибирского биологического института СО АН СССР.
- 1964—1993 — старший научный сотрудник, ведущий научный сотрудник Сибирского института физиологии и биохимии растений СО АН СССР.
- 1993—1997 — профессор Иркутской государственной экономической академии.
- с 1998 года — главный научный сотрудник Научно-исследовательского института биологии при Иркутском государственном университете.

Доктор биологических наук, профессор.
Автор и соавтор 180 печатных работ, в том числе двух монографий: «Зимостойкость клевера и люцерны в Иркутской области» (1961), «Адаптация растущих клеток корня к пониженным температурам» (1988), 8 патентов на методы оценки устойчивости растений к низким температурам и дефициту влаги.
Награды: медаль «За трудовое отличие» (1975); серебряная медаль ВДНХ (1977); бронзовые медали ВДНХ (1980 и 1983), орден Почёта (2008).
Муж — Родченко Леонид Михайлович — профессор ИрГТУ.
Умерла 24 сентября 2017 года.